# 羽島大橋
羽島大橋（はしまおおはし）は、岐阜県羽島市と安八郡安八町の間の長良川ならびに新犀川にかかる岐阜県道18号大垣一宮線の橋梁である。下流側に隣接して東海道新幹線の長良川橋梁が架橋されている。
開通後しばらくの間、岐阜県道18号大垣一宮線の揖斐川にかかる大垣大橋から長良川にかかる羽島大橋の間は、大垣羽島道路という一般有料道路であった。
橋の建設および運営は日本道路公団が行った（道路整備は岐阜県が行っている）。
大垣羽島道路時代、料金所は羽島大橋の東詰に設置されていた。実際に料金が必要なのは、羽島大橋と大垣大橋の部分のみであった。その後、料金所の跡地は小さな公園と非常用駐車場となっていたが、2011年（平成23年）12月の道路改良工事により駐車場は廃止となっている。

## 概要
- 供用開始：1963年（昭和38年）3月 （有料道路）
- 無料開放開始：1980年（昭和55年）11月
- 延長：564.2m
- 橋梁形式：
- 所在地：岐阜県羽島市福寿町平方 - 安八郡安八町大森